# Dekra
Dekra è una società tedesca fondata nel 1925 che si occupa di testing, ispezione e certificazione, in particolare nel settore automobilistico. In Germania è la più grande organizzazione in tale ambito e una delle più grandi a livello mondiale.
Dal 1946 la sede à nella città di Stoccarda. La società operativa è la Dekra SE facente parte della Dekra e. V.

## Storia
Nel 1925 a Berlino viene fondata la Deutsche Kraftfahrzeug-Überwachungs-Verein. Nel secondo dopoguerra, nel 1946, viene fondata a Stoccarda la nuova società. Nel 1961 viene nominata ufficialmente come società di revisione nel settore automobilistico. Il primo centro d'istruzione viene aperto nel 1977 a Altensteig. Nel 1981 viene offerta l'attività di revisione in Francia. Nel 1990 viene creata la Dekra AG. Successivamente inizia l'espansione in settori diversi dall'automotive, come la gestione della qualità. La Dekra ETS viene fondata nel 1991 e si occupa di testing, ispezione e certificazione. Assieme al Kölnische Rückversicherung (Gen Re) nel 1993 viene creata la Dekra Umwelt, per l'ambiente.
Dal 13 luglio 2010 la Dekra AG entra nella Dekra SE (Società europea).

## Struttura
Il gruppo DEKRA risulta composto di cinque segmenti principali:
- DEKRA Automobil Gmbh;
- DEKRA Automotive International;
- DEKRA Industrial;
- DEKRA Personnel;
- DEKRA Akademie Gmbh.

In totale il gruppo guida oltre 186 società in più di 50 Paesi.

## Nel mondo

### In Italia
DEKRA Italia srl società che eroga servizi di consulenza direzionale, servizi tecnologici e outsourcing in tutti i settori di mercato.
DEKRA Testing & Certification srl che svolge attività di testing e certificazioni di prodotto con un'esperienza trasversale ad una vasta gamma di prodotti e settori.
Nel 2004 la società risulta tra i firmatari della European Road Safety Charter (documento voluto dalla Comunità Europea nel tentativo di miglioramento delle condizioni di sicurezza nella circolazione su ruote e di abbassamento del numero delle vittime di incidenti stradali in Europa).

## Nel Motorsport
Dal 2010 al 2018 è stata sponsor del pilota di Formula 1 tedesco Nicolas Hülkenberg. È stata anche sponsor del 7 volte campione del mondo, pilota di Formula 1 tedesco, Michael Schumacher.